# Augochlora laevipyga
Augochlora laevipyga là một loài Hymenoptera trong họ Halictidae. Loài này được Kirby mô tả khoa học năm 1890.